# آهارون مور
آهارون مور (عبری: אהרון מור‎؛ زادهٔ ۲۲ اوت ۱۹۴۷) اقتصاددان اهل اسرائیل است.

## افتخارات
وی همچنین برندهٔ جوایزی همچون برنامه فولبرایت شده‌است.